# Éliane Gagnon
Pour les articles homonymes, voir Gagnon.
Éliane Gagnon est une actrice canadienne née le 23 mai 1985 à Montréal (Québec, Canada) avec des racines canadiennes françaises et chilienne. Elle est connue par les jeunes pour son rôle de Kim Bellavance dans Ramdam qui était diffusé à l’époque sur les ondes Télé-Québec.

## Biographie
À l’âge de 19 ans en 2004 elle décroche le rôle de Kim Bellavance, dans la série jeunesse Ramdam,.
En mai 2017 elle lance une plate-forme web qui se nomme SoberLab qui vient en aide aux personnes sobres ou qui sont en processus de le devenir,,.
Elle a écrit un roman qui s’appelle le Carnets de fuite dans laquelle elle décrit son expérience dans la lutte contre la dépendance à l’alcool et aux drogues.
Elle est ambassadrice pour le Défi 28 jours sans alcool de la Fondation Jean Lapointe.

## Problèmes de toxicomanie et d'alcoolisme
Ramdam était la série préférée d’Éliane à l’époque de ses 19 ans quand elle a décroché son premier rôle elle ne connaissait rien du métier d’acteur. Elle avait très peur et elle tremblait lors de son premier jour de tournage. Elle passait bien face à la caméra. Et rapidement elle se fait reconnaitre dans la rue et elle ne savait pas comment réagir face à cette nouvelle réalité de popularité. Mais elle n’arrivait pas à gérer le changement, la popularité, le succès, les émotions de cette nouvelle vie et elle commence à trainer dans les bars. Et c’est là qu’elle commence à consommer toute sorte de drogue et alcool pour ne pas vivre d’émotion et s’engourdir. Quand le régisseur de Ramdam l’approche et il lui dit qu’elle ne peut plus continuer comme ça elle commence avoir une certaine prise de conscience.
En 2009, elle a 24 ans et Ramdam se termine. Elle commence à travailler comme vendeuse au Château St-Denis. Elle est triste et en peine d’amour, donc elle recommence à boire, mais son médecin de famille lui fait voir sa consommation excessive d’alcool et lui recommande d’aller faire une thérapie qu’elle fait, mais ne donne aucun résultat. Entre-temps, elle n’arrive pas à admettre que sa consommation d’alcool est un réel problème.
En février 2016 elle a 30 ans elle est partie pendant un moment sur la côte ouest a Los Angeles pour réaliser son rêve de devenir une grande actrice. Le 26 février 2016, elle conduit en état d’ébriété, fait un black-out qui lui fait faire un accident de la route et qui lui fait prendre conscience qu’elle a beaucoup de chance d’être en vie et de n’avoir blessé personne dans son accident. Et c’est ce déclic qui lui fait réaliser que son mode de vie n’avait plus de sens. C’est à partir de cet évènement qu’elle est devenue sobre.

## Vie privée
Elle a commencé à consommer du cannabis à l'âge de 11 ans.
Elle est sobre depuis le 27 février 2016,,,
Elle est en couple avec Frédéric Gravel. Elle le connaît depuis une quinzaine d’années puisqu’il était un bon ami qui travaillait dans le bar qu'elle fréquentait à l'époque.
En juillet 2018, elle annonce qu’elle est enceinte de 22 semaine et qu'elle attend un garçon,,. Elle a accouché le 28 novembre 2018 de son petit garçon qui se nomme Éloi Gagnon-Gravel.

## Formation
2009 - Formation en scénarisation cinématographique de l'Université du Québec à Montréal (UQAM) 

## Filmographie

### À la télévision
- 2004 - 2008 : Ramdam : Kim Bellavance[13],[14]
- 2010 - 2014 : Toute la vérité : Justine Laflamme[13]
- 2013 - 2017 : Mémoires vives : Madie Leblanc[13]
- 2014 : À moitié plein : Fanny Lacasse
- 2016 : Fluffy Marky: Vol 1 : La professeur d'anglais
- 2014 - 2018 : Féminin/Féminin: Émilie / Émilie[13]
- 2018 : Mensonges : Isabelle Bellisle-Carrière

### Au cinéma
- 2008 : Derrière moi : Charlie
- 2010 : Jo pour Jonathan : Cynthia
- 2013 : Louis Cyr : Émiliana Cyr (18 ans)[14],[13]
- 2013 : The Beautiful Risk : Paulette
- 2014 : Ceci n'est pas un polar : Cliente prostituée blonde
- 2015 : Adrien : Marjorie

### Courts métrages
- 2012 : La Part de l'Homme (court métrage) : Pas de nom
- 2013 : Avant demain (court métrage) : Claire
- 2015 : Lost Ones (court métrage) : Mila[13]
- 2016 : Banshee (court métrage) : Eva

## Roman Biographique
- 2019 : Carnets de fuite